# Farsjön, Värmland
Farsjön är en sjö i Karlstads kommun i Värmland och ingår i Göta älvs huvudavrinningsområde. Sjön har en area på 0,182 kvadratkilometer och ligger 48,9 meter över havet.

## Delavrinningsområde
Farsjön ingår i det delavrinningsområde (659807-136639) som SMHI kallar för Ovan VDRID = Gravån i Göta älvs vattendragsyta. Medelhöjden är 61 meter över havet och ytan är 15,21 kvadratkilometer. Räknas de 472 avrinningsområdena uppströms in blir den ackumulerade arean 11 677,62 kvadratkilometer. Avrinningsområdets utflöde Göta älv (Röa) mynnar i havet. Avrinningsområdet består mestadels av skog (63 procent) och jordbruk (15 procent). Avrinningsområdet har 1,5 kvadratkilometer vattenytor vilket ger det en sjöprocent på 9,8 procent.